# 中国驻白俄罗斯大使列表
本列表为中华人民共和国驻白俄罗斯历任大使名录（附中華民國駐白俄羅斯歷任代表）。

## 历任中国驻白俄罗斯大使

### 中华人民共和国驻白俄罗斯大使（1992年至今）
1992年1月20日，中华人民共和国与白俄罗斯建交。3月，中国驻白俄罗斯大使馆正式开馆。
| 姓名   | 任命           | 任命           | 到任           | 递交国书       | 免职           | 免职           | 离任           | 外交衔级 | 外交职务     | 备注     |
| 姓名   | 全国人大常委会 | 主席           | 到任           | 递交国书       | 全国人大常委会 | 主席           | 离任           | 外交衔级 | 外交职务     | 备注     |
| ------ | -------------- | -------------- | -------------- | -------------- | -------------- | -------------- | -------------- | -------- | ------------ | -------- |
| 于晓钟 | 不適用         | 不適用         | 1992年         |                | 不適用         | 不適用         | 1992年4月      | 参赞     | 临时代办     | 筹备开馆 |
| 王行达 | 1992年2月25日  | 1992年4月23日  | 1992年4月20日  | 1992年5月6日   | 1994年12月29日 | 1995年3月27日  | 1995年3月      | 大使     | 特命全权大使 |          |
| 赵希迪 | 1994年12月29日 | 1995年3月27日  | 1995年3月      | 1995年4月6日   | 1997年12月29日 | 1998年4月2日   | 1998年2月      | 大使     | 特命全权大使 |          |
| 吴筱秋 | 1997年12月29日 | 1998年4月2日   | 1998年3月      | 1998年3月27日  | 2001年12月29日 | 2002年3月25日  | 2002年2月      | 大使     | 特命全权大使 |          |
| 于振起 | 2001年12月29日 | 2002年3月25日  | 2002年3月28日  | 2002年4月3日   | 2005年4月27日  | 2005年10月27日 | 2005年8月      | 大使     | 特命全权大使 |          |
| 吴虹滨 | 2005年4月27日  | 2005年10月27日 | 2005年9月1日   | 2005年9月29日  | 2008年4月24日  | 2008年11月6日  | 2008年9月      | 大使     | 特命全权大使 |          |
| 鲁桂成 | 2008年4月24日  | 2008年11月6日  | 2008年11月     | 2009年1月19日  | 2011年10月29日 | 2012年1月29日  | 2011年12月     | 大使     | 特命全权大使 |          |
| 宫建伟 | 2011年10月29日 | 2012年1月29日  | 2012年1月11日  | 2012年2月20日  | 2013年8月30日  | 2014年1月16日  | 2013年12月24日 | 大使     | 特命全权大使 |          |
| 崔启明 | 2013年8月30日  | 2014年1月16日  | 2014年1月29日  | 2014年5月13日  | 2020年8月11日  | 2020年11月5日  | 2020年9月      | 大使     | 特命全权大使 |          |
| 谢小用 | 2020年8月11日  | 2020年11月5日  | 2020年10月23日 | 2020年11月24日 |                | 2024年9月30日  | 2024年9月9日   | 大使     | 特命全权大使 |          |
| 张汶川 |                | 2024年9月30日  | 2024年9月      | 2024年10月1日  | 现任           |                |                | 大使     | 特命全权大使 |          |